# Gravitino
Na física de partículas, o gravitino (
G͂
), é a s-partícula supersimétrica do graviton. O gravitino foi previsto pela combinação da teoria da relatividade geral e da supersimetria. Segundo a teoria existente, se o gravitino existir ele deve ser uma partícula elementar férmion com spin igual a 3⁄2 e portanto deve obedecer a equação de Rarita–Schwinger.

## Definição
O campo do gravitino é descrito como {\displaystyle \psi _{\mu \alpha }} com um índice de quadrivetor {\displaystyle \mu =0,1,2,3} e um índice spinor {\displaystyle \alpha =1,2}. Onde {\displaystyle \mu =0} se obteriam modos de normas negativas, como em qualquer partícula sem massa com spin maior ou igual a 1. Estes modos não são físicos e para que se mantenha a consistência deve existir uma simetria de gauge que cancele estes modos, ou seja:
{\displaystyle \delta \psi _{\mu \alpha }=\partial _{\mu }\epsilon _{\alpha }}
onde {\displaystyle \epsilon _{\alpha }(x)\,} será uma função spinor do espaço-tempo.
Então o gravitino seria o férmion que mediaria as interações da supergravidade, semelhante ao fóton que media o electromagnetismo e o graviton que se pressupõe mediar a gravidade. Sempre que a supersimetria for quebrada segundo as teorias da supergravidade, ele adquire massa que seria diretamente relacionado à escala da quebra da supersimetria.
Como solução proposta ao problema de ajustamento do modelo padrão, e para que se consiga a grande unificação, a escala de quebra da supersimetria necessita ser puxada para abaixo do nível do elétron-volt.

## Problema cosmológico
Se o gravitino realmente existir e possuir massa da ordem de alguns elétrons-volt, então ele criará um novo problema para o modelo padrão da cosmologia.
Uma possibilidade é que o gravitino seria estável. Se isto se confirmar e a paridade-R for conservada, o gravitino será um candidato à matéria escura e teriam sido criados nos primórdios do universo. Entretanto o que se acredita como mais provável na atualidade é que a densidade dos gravitinos é muito superior a densidade da matéria escura.[carece de fontes?]
Uma outra possibilidade é que o gravitino seja instável e se isto se confirmar ele decairá em partículas menores e não contribuirá para a densidade da matéria escura. Entretanto, já que seu decaimento ocorreria através das interações gravitacionais, sua vida média seria muito longa, da ordem de {\displaystyle M_{pl}^{2}/m^{3}} em unidades naturais, onde {\displaystyle m} é sua massa e {\displaystyle M_{pl}} é a massa de Planck. Para uma massa da ordem de elétron-volt sua vida média seria aproximadamente {\displaystyle 10^{5}} segundos, muito após a nucleossíntese primordial. De fato acreditasse que se este fosse o caso o universo seria unicamente formado por hidrogênios e a formação estelar seria provavelmente impossível.
Uma possível solução para o problema cosmológico é que a paridade-R possa ser levemente violada e o gravitino seja a partícula supersimétrica mais leve. Esta combinação causaria com que quase todas as partículas supersimétricas do início do universo a decair em partículas do modelo padrão através das interações de violação da paridade-R. Uma pequena fração destas partículas decairiam em gravitinos, os quais teriam uma vida média superior a idade do universo pela supressão da taxa de decaimento pela escala de Planck.